# Алимівський навіс I
Алимівський навіс І — багатошарова печерна стоянка у верхів'ї Алимівської балки на лівому березі річки Кача. Розташована в 1,5 км на північ від села Баштанівка Бахчисарайського району Криму.
Розкопувалася у 1952 році Олександром Формозовим, в 1955—1956 роках — Абрамом Столяром.
Всього розкрито понад 80 м². Під нашаруваннями кизил-кобинської культури таврів залягали шари кам'яної доби.
Фауна кам'яної доби представлена сайгою, оленем, козулею, свинею, вівцею або козою, биком, конем і іншими тваринами.

## Фінальна давньокам'яна доба
До фінальної давньокам'яної доби відносяться III-й й IV-й шари. У 3-му шарі виявлено вогнище. Знаходять аналогії у шан-кобинській індустрії.

## Середня кам'яна доба
До середньокам'яної доби відносяться I-й та II-й шари стоянки. В нашаруваннях виявлені вогнища.
2-ий шар належить до ранньо-середньокам'яної шан-кобинської культури, де сегменти різко переважають над трапеціями в кремнієвому інвентарі. Також тут виявлені трикутники, бічні різці і різні вістря. в I—III — кінцеві скребки.
1-ий шар належить до пізньо-середньокам'яної мурзак-кобинської культури, де протилежно від 2-го шару, трапеції різко переважають сегменти.